# Consecratio bonorum
Die consecratio bonorum war im römischen Recht eine einzelne Gewaltbefugnis der Volkstribunen. Im Rahmen der tribunizischen Gewalt stand sie als strafrechtliches Gewaltmittel oder auch als politisches Mittel der coercitio neben der „Verhaftung“ (prensio), der „Einkerkerung“ (in carcerem ducere) zu Zwecken beispielsweise der Beachtung verhängter Strafen und als ultima ratio dem „Tötungsakt“ durch den Sturz vom Tarpejischen Felsen (de saxo deicere).
Die consecratio bonorum war ein konstitutiver Akt des Vermögenseinzugs beim Delinquenten. Die Reichweite der tribunizischen Gewalt war dabei auf die Vermögensgegenstände beschränkt, die innerhalb des Pomerium, also innerhalb der Stadtgrenzen, lagen. Der Vermögensverlust beim Betroffenen führte dazu, dass die Sachen automatisch den Gottheiten Ceres, Liber und Libera zufielen und zwar an alle gemeinschaftlich, wenngleich zumeist Ceres als Empfängerin in den Quellen erwähnt wird. Mit feierlicher Formel und verhülltem Haupt widmete der Volkstribun das Vermögen unter Zuwendung einer Opfergabe den Göttern (Konsekration). Damit wurde die Sache als heilig (sacrum) erklärt und der weltlichen Sphäre entzogen, erhoben in die Welt der Götter. Während der Zeremonie wurde gefeiert und musiziert. An diesen Ritualakt schloss sich die Versteigerung des Vermögens an. Hiervon berichten Livius und Dionysios. Nachdem der Zuschlag an den Käufer erteilt war, konnte der Betroffene die Sache(n) wieder zurückzukaufen, wovon aber nicht bereits in der Frühphase der römischen Republik Gebrauch gemacht wurde.
In der Spätphase der Republik fing die tribunizische Gewalt an, Auflösungserscheinungen zu zeigen. Dies hatte auch Durchgriffswirkung auf die Sakrosanktität der Volkstribune.